# Тучапы (Ивано-Франковская область)
Тучапы (укр. Тучапи) — село в Снятынской городской общине Коломыйского района Ивано-Франковской области Украины.
Население по переписи 2001 года составляло 542 человека. Занимает площадь 6,84 км². Почтовый индекс — 78357. Телефонный код — 03476.